# Почумбауцы
Почумбауцы (также Почумбэуць; рум. Pociumbăuţi) — село в Рышканском районе Молдавии. Относится к сёлам, не образующим коммуну.

## География
Село расположено на высоте 157 метров над уровнем моря.

## Население
По данным переписи населения 2004 года, в селе Почумбэуць проживает 680 человек (335 мужчин, 345 женщин).
Этнический состав села:
| Национальность | Число жителей | Процентный состав |
| -------------- | ------------- | ----------------- |
| молдаване      | 662           | 97,35             |
| украинцы       | 17            | 2,5               |
| прочие         | 1             | 0,15              |
| Всего          | 680           | 100 %             |

## Уроженцы
- Змора, Исраэль (1899—1983) — израильский литературовед, переводчик, издатель.
- Друк, Мирча Георгиевич (род. 1941) — первый премьер-министр независимой Молдавии (1990—1991).
- Влад Друк[рум.] (род. 1948) — молдавский режиссёр-документалист.